# Han Chae-ah
Han Chae-ah (nascida Kim Kyung-ha, em 24 de março de 1984) é uma atriz sul-coreana.

## Prêmios e indicações
| Ano  | Prêmio               | Categoria                                         | Obra indicada             | Resultado |
| ---- | -------------------- | ------------------------------------------------- | ------------------------- | --------- |
| 2010 | SBS Drama Awards     | Prêmio de nova estrela                            | Definitely Neighbors      | Venceu    |
| 2012 | KBS Drama Awards     | Melhor nova atriz                                 | Bridal Mask               | Indicado  |
| 2012 | KBS Drama Awards     | Prêmio de excelência, atriz em uma série de drama | Bridal Mask               | Indicado  |
| 2013 | SBS Drama Awards     | Prêmio excelência, atriz em uma minissérie        | All About My Romance      | Indicado  |
| 2013 | KBS Drama Awards     | Prêmio de melhor casal (com Jung Yong-hwa)        | Marry Him If You Dare     | Indicado  |
| 2015 | 29º KBS Drama Awards | Prêmio de melhor casal (com Jang Hyuk)            | The Merchant: Gaekju 2015 | Venceu    |
| 2015 | 4º APAN Star Awards  | Prêmio excelência, atriz em um drama especial     | The Merchant: Gaekju 2015 | Indicado  |